# Hans Lorenz-Meyer
Johannes Valentin „Hans“ Lorenz-Meyer (* 18. August 1861 in Hamburg; † 5. September 1947 ebenda) war ein deutscher Bauingenieur.

## Leben
Den Namen Lorenz-Meyer nahm er wie sein Bruder 1903 an (wahrscheinlich weil Vater und Großvater Lorenz Meyer hießen).
Lorenz-Meyer wuchs in Hamburg als Sohn eines Kaufmanns auf und ging nach dem Abitur 1880 nach Berlin, wo er an der TH Berlin-Charlottenburg Bauingenieurwesen studierte. Er legte das 2. Staatsexamen ab und trat als Regierungsbaumeister in die Preußische Wasserbauverwaltung ein. Zunächst war er in Hildesheim, dann in Oppeln und schließlich beim Oberpräsidium in Breslau. 1897 bemühte er sich vergeblich in die Strom- und Hafenbauverwaltung Hamburgs zu kommen. Stattdessen war er Regierungsrat und Baurat in der Verwaltung der märkischen Wasserstraßen in Potsdam. Da er sich Kenntnisse über den damals noch neuen Eisenbeton angeeignet hatte, wurde er als Hilfsreferent in das Technische Büro des Preußischen Ministeriums für Öffentliche Arbeiten aufgenommen, das von Wilhelm Germelmann geleitet wurde. Germelmann beauftragte ihn ab 1910 damit, sich um den Deutschen Ausschuss für Eisenbeton zu kümmern. Nach dem Tod von Germelmann 1919 war er bis 1921 dessen Leiter. Weitere Aufgaben waren die Stadtentwicklung und -erweiterung. Für seine Leistungen wurde er zum Geheimen Baurat ernannt. Als die Zuständigkeit für Wasserstraßen an das Deutsche Reich überging verwaltete er, nun dem Landwirtschaftsministerium unterstellt, die Restaufgaben und wurde Ministerialrat. 1921 übernahm er den Vorsitz des Moorausschusses und 1924 ging er in den Ruhestand.
Er war Mitarbeiter am Handbuch für Stahlbetonbau und am Beton-Kalender.